# Celatiscincus similis
Celatiscincus similis е вид влечуго от семейство Сцинкови (Scincidae). Видът е застрашен от изчезване.

## Разпространение и местообитание
Разпространен е в Нова Каледония.
Обитава гористи местности, храсталаци, крайбрежия и плажове.